# Željko Königsknecht
Željko Konigsknecht (Vukovar, 12. veljače 1961.) je hrvatski kazališni, televizijski i filmski glumac.

## Filmografija

### Televizijske uloge
- "Oblak u službi zakona" kao Božo (2022.)
- "Mrkomir Prvi" kao kovač Mišomir (2022.)
- "Rat prije rata" kao Slobodan Milošević (2018.)
- "Novine" kao Boris Maleš (2016. – 2020.)
- "Crno-bijeli svijet" kao Jagodin diša (2016. – 2019.)
- "Stipe u gostima" kao Buha (2011.)
- "Zakon!" kao Otac Klaudije (2009.)
- "Zauvijek mlad" kao Eduard (2009.)
- "Bibin svijet" kao Dino Garlić (2008.)
- "Kazalište u kući" kao Ante "Magla" Maglić (2006. – 2007.)
- "Odmori se, zaslužio si" kao pijanac/urednik (2006.)
- "Naša mala klinika" kao Petar D. Valentić (2005.)
- "Dirigenti i mužikaši" kao Štefek (1991.)
- "Putovanje u Vučjak" kao Grigorij (1986.)
- "Lažeš, Melita" (1984.)
- "Nepokoreni grad" (1982.)
- "Smogovci" kao građevinski radnik (1982.)

### Filmske uloge
- "Dopunska nastava" kao gradonačelnik Vedran Novosel (2019.)
- "Nisam se bojao umrijeti" kao Aleksandar Vasiljević (2016.)
- "Ustav Republike Hrvatske" kao Miroslav Pleše (2016.)
- "Narodni heroj Ljiljan Vidić" kao Čika Momo (2015.)
- "Cvijeće" kao Danko (2015.)
- "Trebalo bi prošetati psa" kao pacijent (2014.)
- "Kauboji" kao liječnik (2013.)
- "Koko i duhovi" kao taksist (2011.)
- "Šuma summarum" kao Sanjin (2010.)
- "Snivaj, zlato moje" kao čovjek iz "Mrzle Pive" #1 (2005.)
- "Slučajna suputnica" kao Prgeša (2004.)
- "Ajmo žuti" kao Tafra (2001.)
- "Ante se vraća kući" kao Gazda (2001.)
- "Srce nije u modi" kao norveški novinar (2000.)
- "Bogorodica" kao major JNA (1999.)
- "Čaruga" kao bubnjar (1991.)
- "Smrtonosno nebo" kao pilot u baru (1990.)
- "Donator" kao vojnik na mostu (1989.)
- "Povratak Katarine Kožul" (1989.)
- "Horvatov izbor" (1985.)
- "Ambasador" kao Roni (1984.)
- "Bobi" (1982.)

### Ostalo
- "Kronika Pulskog filmskog festivala" - sudionik u prilogu emisije (2019.)

### Sinkronizacija
- "Ratchet i Clank" kao predsjednik Druk (2016.)
- "Saba: Mali ratnik velikog srca" kao kralj komaraca (2015.)
- "Mune: Čuvar mjeseca" kao Phospho (2015.)
- "Malci" kao nadbiskup (2015.)
- "Astro Boy" kao dr. Slonski, gorući robot i g. Squeegee (2009.)
- "Divlji valovi" kao Rođo Belafonte (2007.)
- "Mali leteći medvjedići" kao Dado (1990.)

## Vanjske poveznice
- Željko Königsknecht u internetskoj bazi filmova IMDb-u (engl.)
- Biografija na Kerempuhu  Arhivirana inačica izvorne stranice od 11. lipnja 2007. (Wayback Machine)